# Öja (Finnland)

Wappen der ehemaligen Gemeinde Öja

Öja ist eine Insel und eine ehemalige Gemeinde in der finnischen Landschaft Mittelösterbotten. Heute gehört sie zur Stadt Kokkola.
Öja liegt im Bottnischen Meerbusen im Schärengebiet vor der Küste Kokkolas. Darauf verweist auch der Name, der vom schwedischen Wort für „Insel“ abgeleitet ist. Die Insel Öja hat eine Fläche von 90 Quadratkilometern. Damit ist sie die achtgrößte Insel in den finnischen Ostseegewässern. Der westliche Teil der Insel gehört zur Gemeinde Larsmo, der östliche zu Kokkola. 1969 wurde der schmale Sund, der Öja vom Festland trennte, durch den Bau eines Damms vom Meer getrennt und zum Süßwassersee Öjanjärvi (Öjasjön) umgewandelt.
Öja löste sich 1932 als eigenständige Gemeinde aus Kaarlela, der Gemeinde, die ursprünglich die Stadt Kokkola umgab. 1969 wurde Öja wieder mit Kaarlela vereinigt, mit dem es 1977 in Kokkola eingemeindet wurde. Die Gemeinde Öja hatte zuletzt eine Fläche von 50,0 Quadratkilometern und 656 Einwohner (1963). Im Jahr 1960 waren 98,9 % der Einwohner Finnlandschweden.